# Aucklandrall
Aucklandrall (Lewinia muelleri) är en hotad fågel i familjen rallar som enbart förekommer i den isolerade ögruppen Aucklandöarna utanför Nya Zeeland. På grund av det mycket begränsade utbredningsområdet klassas den som utrotningshotad, kategoriserad av IUCN som sårbar.

## Utseende och läten
Aucklandrallen är en liten (21 cm), kastanjebrun rall. Huvudsidorna är mer rödbruna. Undertill syns grått på bröst och flanker med svartvitbandad undergump. Lätet beskrivs som ett ljudligt "crek" som upprepas cirka tio gånger. Även en högljudd och vass vissling hörs, upprepat cirka 50 gånger på tolv sekunder.

## Utbredning
Fågeln förekommer endast i den nyzeeländska ögruppen Aucklandöarna, och där enbart på två av öarna, Adams Island och Disappointment Island. Den behandlas som monotypisk, det vill säga att den inte delas in i några underarter.

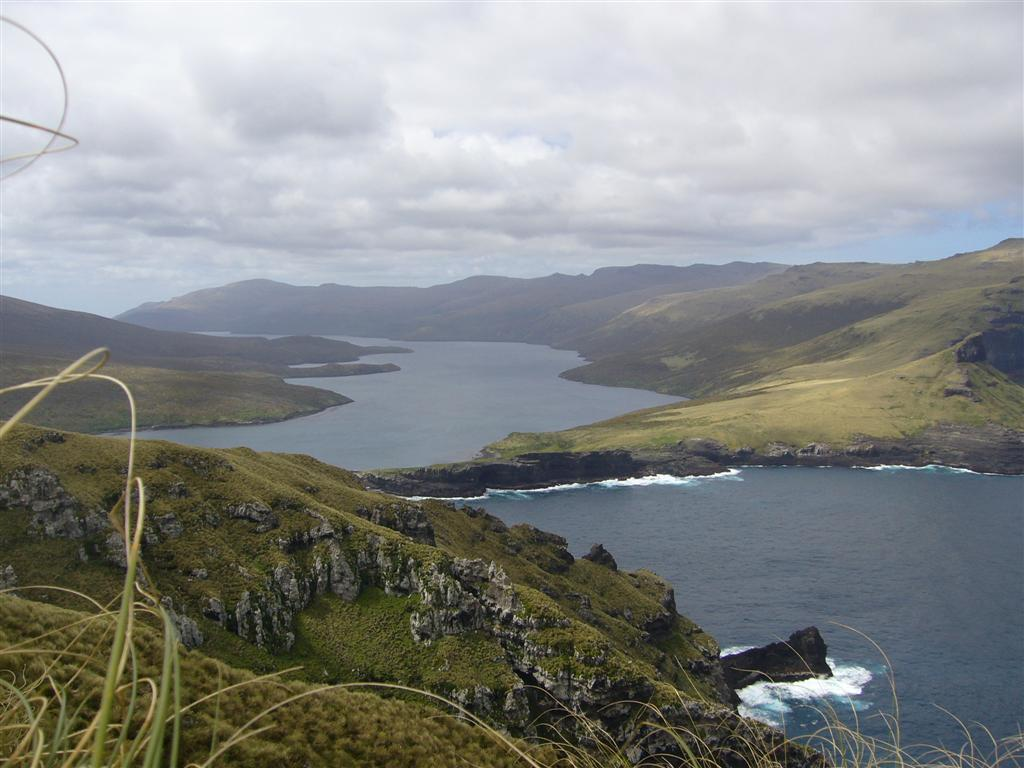
Aucklandrallen är endemisk för två öar i Aucklandöarna, bland annat Adams Island som syns i bild.

## Levnadssätt
Aucklandrallen hittas i kustnära örtesängar, gräsmarker (Carex) och skogsmark. Det enda boet som påträffats innehöll två ägg. En ungfågel som fångades i det vilda levde i nio år och tog insekter och andra ryggradslösa djur som föda.

## Status
Aucklandrallen är begränsad till två små öar där oavsiktlig införsel av däggdjur lätt skulle kunna utradera arten. Internationella naturvårdsunionen IUCN kategoriserar därför arten som sårbar.

## Namn
Fågelns vetenskapliga artnamn hedrar Ferdinand Jacob Heinrich Freiherr von Mueller (1825–1896), tysk-australisk botaniker.